# Zhao Liying
Zhao Liying (em chinês:  赵丽颖, transl. Zhàolìyǐng; Langfang, 16 de outubro de 1987), também conhecida como Zanilia Zhao, é uma atriz chinesa. Ela ganhou destaque com o drama histórico Legend of Lu Zhen (2013), seguido pelos dramas de televisão Boss &amp; Me (2014), The Journey of Flower (2015), The Mystic Nine (2016), Noble Aspirations (2016), Princess Agents (2017), The Story of Minglan (2018), Legend of Fei (2020) e The Legend of Shen Li (2024). Zhao ganhou o prêmio de Melhor Atriz no Flying Apsaras Awards e no Golden Eagle Awards por sua atuação em Wild Bloom (2022).
No cinema, ela é mais conhecida por estrelar Duckweed (2017), The Monkey King 3 (2018) e Article 20 (2024).

## Vida pregressa
Zhao nasceu em 16 de outubro de 1987, em Langfang, na província de Hebei, no norte da China. Ela se formou na Escola Langfang de Engenharia Eletrônica de Informação, uma escola secundária de treinamento profissional.

## Carreira

### 2006–2012: Inícios
Em 2006, Zhao Liying participou do Search Star Game do Yahoo e se tornou a vencedora final. Posteriormente, ela assinou contrato com a Huayi Brothers. Em 2007, Zhao fez sua estreia como atriz no drama familiar Golden Marriage, dirigido por Zheng Xiaolong.
Em 2009, Zhao assumiu seu primeiro papel em um drama histórico em The Firmament of The Pleiades. A série foi transmitida pelo canal japonês NHK e recebeu aclamação da crítica. Zhao recebeu o prêmio de Atriz Mais Popular no Prêmio Chinês de Vídeos Curtos Criativos.
Em 2010, ela começou a ganhar reconhecimento do público continental após aparecer em The Dream of Red Mansions (2010), baseado no romance de mesmo nome de Cao Xueqin. Em 2011, a popularidade de Zhao aumentou após seu papel como Princesa Qing'er em New My Fair Princess.

### 2013–2015: Avanço
Em 2013, Zhao estrelou o drama histórico Legend of Lu Zhen, baseado no romance Female Prime Minister (女相) de Zhang Wei, interpretando uma garota comum que trabalhou duro para se tornar a primeira primeira-ministra durante a dinastia Qi do Norte . O drama foi um sucesso no mercado interno e também no exterior, na Coreia do Sul e no Japão, levando a um maior reconhecimento de Zhao na região. Zhao ganhou vários prêmios de novato e popularidade em cerimônias de premiação locais. No mesmo ano, Zhao estrelou o filme de romance histórico Palace: Lock Sinensis, a quarta e última parte da série Gong de Yu Zheng. Ao contrário de sua imagem doce e simpática habitual, Zhao interpreta uma princesa intrigante e má no filme.
Em 2014, Zhao estrelou a comédia romântica dramática Boss &amp; Me, baseada no popular romance de Gu Man, Shan Shan Comes to Eat. A série alcançou o topo da audiência em seu horário na China e também ganhou grande popularidade no exterior. Zhao solidificou ainda mais sua popularidade com vários dramas de alta audiência em 2014, incluindo The Legend of Chasing Fish e Wife's Secret . A crescente popularidade de Zhao graças aos seus vários projetos de atuação de sucesso a levou a ser coroada como "Deusa Águia Dourada" no 10º Festival de Arte de TV da Águia Dourada da China, onde ela se apresentou como ato de abertura da cerimônia.
Em 2015, Zhao estrelou o drama romântico xianxia The Journey of Flower. O drama foi um grande sucesso na China, alcançando uma audiência máxima de 3,89 e também se tornou o primeiro drama chinês a ultrapassar 20 bilhões de visualizações online. O sucesso do drama levou a carreira de Zhao a patamares mais elevados. Zhao ganhou vários prêmios por seu papel em The Journey of Flower, incluindo a Escolha do Público para Atriz no 28º Prêmio Águia de Ouro da TV China. Zhao também foi indicada ao Prêmio Magnolia de Melhor Atriz em Série de Televisão. No mesmo ano, ela estrelou o drama moderno sobre o local de trabalho Best Get Going, e o drama wuxia Legend of Zu Mountain.

### 2016–presente: Sucesso mainstream
Em 2016, Zhao estrelou o drama de ação e aventura The Mystic Nine, interpretando uma herdeira atrevida e arrogante. A série foi um sucesso comercial, acumulando mais de 10 bilhões de visualizações no total. Zhao ganhou o prêmio de Melhor Atriz no 3º Festival de Cinema e TV de Hengdian, na China, por seu papel. Ela foi então escalada para o papel principal feminino, Bi Yao, em Noble Aspirations, baseado no popular romance Zhu Xian escrito por Xiao Ding. O drama teve mais de 23 bilhões de visualizações online, o maior recorde de um drama chinês naquela época. No mesmo ano, Zhao estrelou seu primeiro drama de guerra, Rookie Agent Rouge. O VLinkage informou que, em dezembro de 2016, as visualizações combinadas dos dramas de Zhao atingiram mais de 110 bilhões de visualizações, o que é atualmente o maior número para um ator chinês.
Em 2017, Zhao estrelou o filme dirigido por Han Han, Duckweed, ao lado de Deng Chao e Eddie Peng. O sucesso inesperado foi um sucesso comercial e de crítica. Ela ganhou seu primeiro prêmio de cinema, o de Atriz Favorita no Festival de Cinema de Estudantes Universitários de Pequim . Ela então estrelou o filme dramático revolucionário Eternal Wave junto com Aaron Kwok, sobre agentes secretos do Partido Comunista Chinês (PCC) operando contra os japoneses na década de 1930 em Xangai. Zhao retornou à telinha com o drama histórico de ação Princess Agents, interpretando uma escrava que se torna uma poderosa general feminina. Princess Agents foi um sucesso comercial tanto a nível nacional como internacional, e detém o recorde de série de televisão chinesa mais assistida na época. No mesmo ano, a revista Forbes da China incluiu Zhao na sua lista 30 Under 30 Asia ("30 com menos de 30 anos na Ásia"), que inclui 30 pessoas influentes com menos de 30 anos que tiveram um impacto substancial nas suas áreas.
Em 2018, Zhao estrelou o filme de aventura e fantasia The Monkey King 3, interpretando o papel da Governante do País das Mulheres. Zhao então estrelou o drama histórico The Story of Minglan produzido pela Daylight Entertainment. O drama recebeu aclamação da crítica e liderou as avaliações da televisão com mais de 2% em seus episódios finais. Zhao foi indicada ao Prêmio Magnolia de Melhor Atriz em Série de Televisão pela segunda vez.
museuEm 2019, foi anunciado que Zhao estrelaria como a protagonista feminina no drama wuxia Legend of Fei, baseado no romance You Fei de Priest.
Em 10 de fevereiro de 2024, o filme de comédia dramática Artigo 20, com Zhao, foi lançado. Em 26 de fevereiro, o 17º Prêmios de Cinema Asiático anunciou que Zhao havia ganhado o Prêmio AFA Nova Geração.

## Outras atividades
Em 2016, Zhao Liying foi nomeada embaixadora do turismo de Hebei. No mesmo ano, Zhao tornou-se vice-presidente da Yi Xia Technology. Zhao revelou sua escultura de cera no museu Madame Tussauds de Pequim em maio de 2017. No mesmo ano, Zhao foi escolhida como embaixadora da marca Dior na China. Em março de 2019, Zhao anunciou sua parceria com a Hesong Media.

## Vida pessoal
Em 16 de outubro de 2018, Zhao anunciou seu casamento com o ator Feng Shaofeng no Sina Weibo. Em 8 de março de 2019, Zhao deu à luz um menino. Em 23 de abril de 2021, Feng e Zhao anunciaram seu divórcio no Sina Weibo, encerrando seu casamento de dois anos. Eles compartilham a custódia do filho.

## Filmografia

### Filme
Curta-metragem
| Ano  | Título                           | Personagem                 | Ref.   |
| ---- | -------------------------------- | -------------------------- | ------ |
| 2006 | Gui Zu Pian                      | Nobre do clã Zhou de Runan | [ 65 ] |
| 2017 | Quem te ama mais                 |                            | [ 66 ] |
| 2017 | Amor de Jasmim                   | protagonista feminina      | [ 67 ] |
| 2017 | Wang You Jiu Guan: Xiang Si Men  |                            |        |
| 2017 | Wang You Jiu Guan: Wang You Zhen | Mulher Misteriosa          | [ 68 ] |
| 2018 | A Verdadeira Ilusão              |                            | [ 69 ] |
| 2018 | Adeus                            | Xiao Han                   | [ 70 ] |
| 2018 | Bobo Snap                        |                            | [ 71 ] |
| 2018 | Wang You Jiu Guan III            | Du Guxue                   | [ 72 ] |
| 2022 | Olá, olá                         | Lin Yin                    | [ 73 ] |

### Programas de televisão
| Ano  | Título                 | Personagem       | Ref.   |
| ---- | ---------------------- | ---------------- | ------ |
| 2015 | Ídolo Up               | Membro do elenco | [ 74 ] |
| 2017 | 72 Andares de Mistério | Membro do elenco | [ 75 ] |
| 2020 | Restaurante Chinês 4   | Membro do elenco | [ 76 ] |

### Aparições em videoclipes
| Ano  | Título             | Artista     | Ref.   |
| ---- | ------------------ | ----------- | ------ |
| 2016 | Para te amar       | Kenny Kwan  | [ 77 ] |
| 2017 | Sinto sua falta    | Kris Wu     | [ 78 ] |
| 2021 | Você merece melhor | Jason Zhang | [ 79 ] |

## Discografia

### Individuais
| Ano  | Título em português | Título em chinês | Álbum                     | Notas                                 | Ref.   |
| ---- | ------------------- | ---------------- | ------------------------- | ------------------------------------- | ------ |
| 2013 | "Sentimento"        | 心情             | Legend of Lu Zhen OST     | Com Chen Xiao                         |        |
| 2015 | "Indizível"         | 不可说           | The Journey of Flower OST | Com Wallace Huo                       | [ 80 ] |
| 2015 | "Você é um ídolo"   | 你是偶像         | Up Idol música tema       | Com vários artistas                   |        |
| 2015 | "Dez Anos"          | 十年             | Days of Our Own OST       | Interpretação da música de Eason Chan |        |
| 2015 | "O caos acabou"     | 乱世俱灭         | Legend of Zu Mountain OST | Com Andy Hui                          | [ 81 ] |
| 2015 | "Eu nunca existi"   | 我从来不存在     | Legend of Zu Mountain OST | Com Yilia Yu                          |        |
| 2016 | "Desejo"            | 心念             | Rookie Agent Rouge OST    |                                       | [ 82 ] |
| 2017 | "Olhar"             | 望               | Princess Agents OST       | Com Zhang Bichen                      | [ 83 ] |
| 2017 | "Sinto sua falta"   | 想你             | Non-album single          | Com Kris Wu                           | [ 84 ] |
| 2018 | "Você não sabe?"    | 知否知否         | The Story of Minglan OST  | Com Feng Shaofeng                     |        |

## Prêmios e indicações

### Forbes China Celebrity 100
| Ano  | Classificação | Ref.   |
| ---- | ------------- | ------ |
| 2014 | 80º           | [ 85 ] |
| 2015 | 43º           | [ 86 ] |
| 2017 | 4º            | [ 87 ] |
| 2019 | 15º           | [ 88 ] |
| 2020 | 7º            | [ 89 ] |
| 2021 | 7º            | [ 90 ] |